# Liu Hong (Leichtathletin)
Liu Hong (chinesisch 劉 虹 / 刘 虹, Pinyin Liú Hóng; * 12. Mai 1987 in Anfu) ist eine chinesische Geherin.
Liu gewann 2006 bei den Juniorenweltmeisterschaften in Peking im 10.000-Meter-Bahngehen. Im selben Jahr siegte sie auch bei den Asienspielen in Doha im 20-km-Gehen. 2007 belegte sie bei den Weltmeisterschaften 2007 in Osaka den 19. Platz.
Bei den Olympischen Spielen 2008 in Peking wurde sie in persönlicher Bestzeit von 1:27:17 h Vierte und verpasste nur um fünf Sekunden die Bronzemedaille, die an die Italienerin Elisa Rigaudo ging.
Während der Weltmeisterschaften 2009 in Berlin kämpfte Liu mit der Irin Olive Loughnane um den ersten Platz. Erst kurz vor dem Ziel konnte sich die Irin lösen, und im Ziel hatte Liu zwölf Sekunden Rückstand. Der zunächst als Siegerin geehrten Olga Kaniskina wurde der Titel wegen anhaltender schwerer Dopingvergehen nachträglich aberkannt.
2010 verteidigte sie ihren Titel als Meisterin bei den Asienspielen in Guangzhou. Bei den Weltmeisterschaften 2011 in Daegu gewann sie mit einer Zeit von 1:30:00 h ebenfalls die Goldmedaille. Bei den Olympischen Spielen 2012 in London gewann sie die Silbermedaille im 20-km-Gehen, nachdem zwei Athletinnen vor ihr wegen des Missbrauchs von Dopingmitteln disqualifiziert worden sind. Bei den Weltmeisterschaften 2013 in Moskau belegte sie zunächst Platz drei, rückte aber nach den nachträglichen Disqualifikationen der beiden Russinen Jelena Laschmanowa und Anissja Kirdjapkina noch auf den ersten Platz vor.
Am 6. Juni 2015 stellte sie bei der Gran Premio Cantones de Marcha in A Coruña mit 1:24:38 h den aktuellen Weltrekord über 20 km auf. Bei den Weltmeisterschaften in Peking siegte sie in 1:27:45 h vor ihrer zeitgleichen Landsmännin Lü Xiuzhi. Sie gewann damit die einzige Goldmedaille für das Gastgeberland. Sie wurde zur chinesischen Sportlerin des Jahres 2015 gewählt.
Im Mai 2016 wurde sie selbst bei einer Dopingkontrolle positiv getestet und für einen Monat gesperrt, war aber für die Olympischen Spiele in Rio de Janeiro im selben Jahr startberechtigt. Dort gewann sie in 1:28:35 h die Goldmedaille und erreichte dabei das Ziel mit zwei Sekunden Vorsprung auf die Mexikanerin María Guadalupe González.
2017 legte Liu eine Schwangerschaftspause ein und wurde im November Mutter. Zur Saison 2019 kehrte sie ins Wettkampfgeschehen zurück. Beim Chinese Race Walk Grand Prix in Huangshan stellte sie einen Weltrekord auf, als sie die 50-Kilometer-Distanz in 3:59:15 h ging und damit als erste Frau die 4-Stunden-Marke unterbot.
2021 schaffte sie es bei den Olympischen Spielen in Tokio mit 1:29:57 h über die 20 km als Dritte erneut auf das Podest. Damit ist Liu die erste Geherin, die bei drei Olympischen Spielen jeweils eine Medaille gewann.
Liu Hong ist 1,60 m groß und wiegt 50 kg.